# Sköld
För andra betydelser, se Sköld (olika betydelser).

Riddare med sköld i en medeltida illumination.

Sköld (fornsvenska: skiolder, fornnordiska: skjǫldr) är ett bärbart skivliknande skyddsvapen, vanligen tillverkat av trä, läder eller metall, som användes främst under forntiden och medeltiden. Sköldens huvudsakliga syfte är att skydda bäraren från skada, men den kan även användas offensivt. Skölden är på insidan försedd med någon form av handtag och hålls i regel framför överkroppen.

## Romerska sköldar

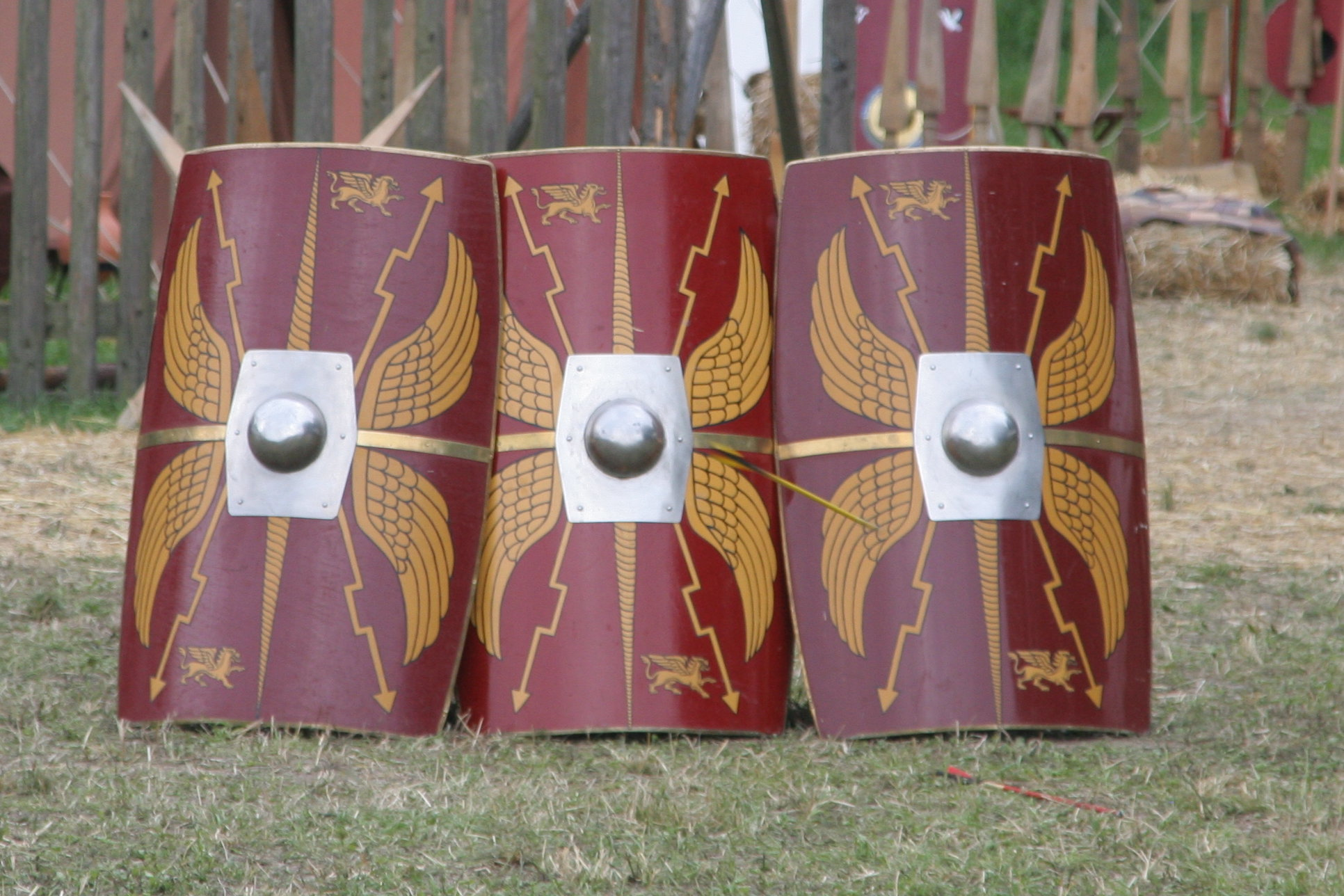
Nytillverkade repliker av romerska sköldar.

I de romerska legionerna användes ofta stora, rektangulära, lätt välvda sköldar benämnda scutum. De romerska sköldarna har en sköldbuckla i mitten.
Det romerska rytteriet och de lätta trupperna hade en rund sköld med en diameter om cirka 90 centimeter av läder, trä eller metall (latin: parma equestris).

## Vikingatida sköldar

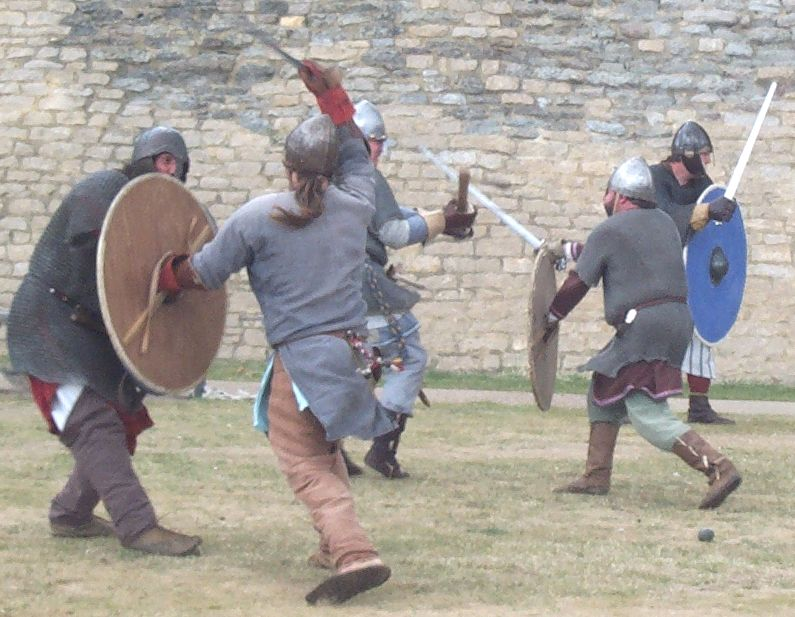
Repliker av vikingatida sköldar i användning.

De vikingatida sköldarna var runda till formen och hade en sköldbuckla i centrum. Sköldbucklan täckte det hål i sköldens centrum där handtaget satt. Denna typ av sköld saknade fäste för armen, och hölls fast endast med handtaget.
I Norden var oftast sköldarna tillverkade av furubrädor cirka 12–5 mm, tjockare mot centrum och tunnare mot kanten som oftast var klädd med ett tjockt läderband som blöttes och fick torka runt kanten och fungera som förstärkning.
Framsidan och baksidan var täckt med ett tunt lager skinn eller lintyg som var fastlimmat.
Vikingaskölden kunde väga upp emot 10 kg.

## Medeltida sköldar
På Bayeuxtapeten förekommer omvänt droppformade sköldar (kite shields), vilket var vanligt för ryttare under den tidiga delen av medeltiden. Omkring 1250 blir skölden mindre och formen ändras till den strykjärnsform som idag vanligen förknippas med sköldbegreppet.

## Nutida sköldar

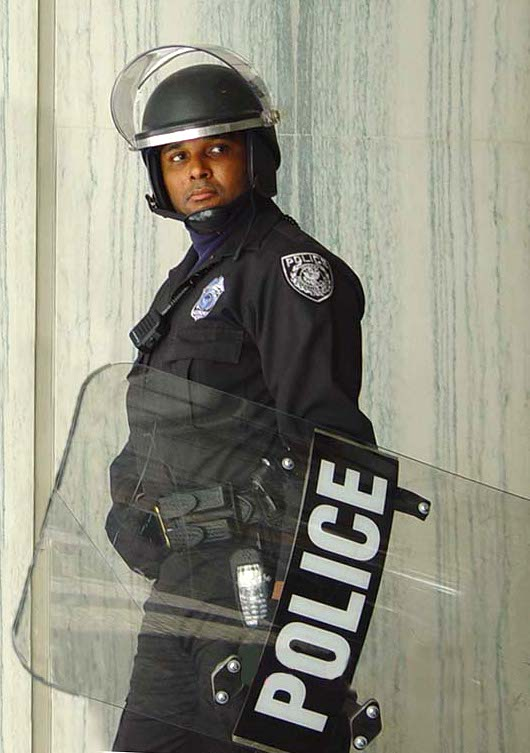
Polis med kravallsköld.

Idag används sköldar främst av polisen vid kravaller samt vid vapeninsatser. Dessa kravallsköldar är tillverkade av olika material, till exempel polykarbonat. Ballistiska sköldar förekommer även. Dessa är tillverkade av aramidväv (kevlar) i kombination med keramik, för att tåla beskjutning med kraftigare kalibrar.

## Skölden som symbol

Huset Bernadottes vapensköld.

Efter det medeltida bruket att måla sin sköld i ättens eller sina personliga färger uppträder sköldar inom heraldiken, som bärare av ett heraldiskt vapens viktigaste symboler.

## Underartiklar

### Sköldar efter form
- Långsköld
  - Droppsköld
  - Ovalsköld
- Rundsköld
- Kroksköld (Tars)

### Sköldar efter förande
- Armsköld
- Bräckskiva
- Handsköld
- Sättsköld

### Skölddetaljer
- Sköldbuckla
- Sköldrem